# Lièpvre
Lièpvre en idioma francés y oficialmente, Leberau en idioma alemán, es una localidad y comuna francesa, situada en el departamento de Alto Rin en la región de Alsacia.

## Demografía
| 1601 | 1639 | 1520 | 1536 | 1558 | 1632 |
| Para los censos de 1962 a 1999 la población legal corresponde a la población sin duplicidades (Fuente: INSEE [Consultar]) |      |      |      |      |      |